# 2024년 하계 올림픽 라이베리아 선수단
라이베리아는 2024년 7월 26일부터 8월 11일까지 파리에서 열리는 2024년 하계 올림픽에 참가했다. 라이베리아는 1956년 데뷔 이후 세 차례를 제외하고 14번째 올림픽 출전이 된다. 1968년과 1992년에는 라이베리아가 선수 등록에 실패한 반면, 1976년 몬트리올에서는 라이베리아가 나머지 아프리카 국가들과 함께 보이콧에 동참했다.

## 출전 선수
| 종목 | 남자 | 여자 | 전체 |
| ---- | ---- | ---- | ---- |
| 육상 | 4    | 4    | 8    |
| 전체 | 4    | 4    | 8    |

## 매달 집계
| 종목 | 1 | 2 | 3 | 합계 |
| 종목 | ' | ' | ' | '    |
| 종목 | ' | ' | ' | '    |
| 종목 | ' | ' | ' | '    |
| 합계 | ' | ' | ' | '    |

## 같이 보기
- 2024년 하계 올림픽